# Biserica Domnească „Sfântul Gheorghe” din Pitești
Biserica Domnească „Sfântul Gheorghe” din Pitești este un monument istoric aflat pe teritoriul municipiului Pitești. În Repertoriul Arheologic Național, monumentul apare cu codul 13178.11.
A fost ctitorită în 1656 de Constantin Șerban, domn al Țării Românești.

## Galerie

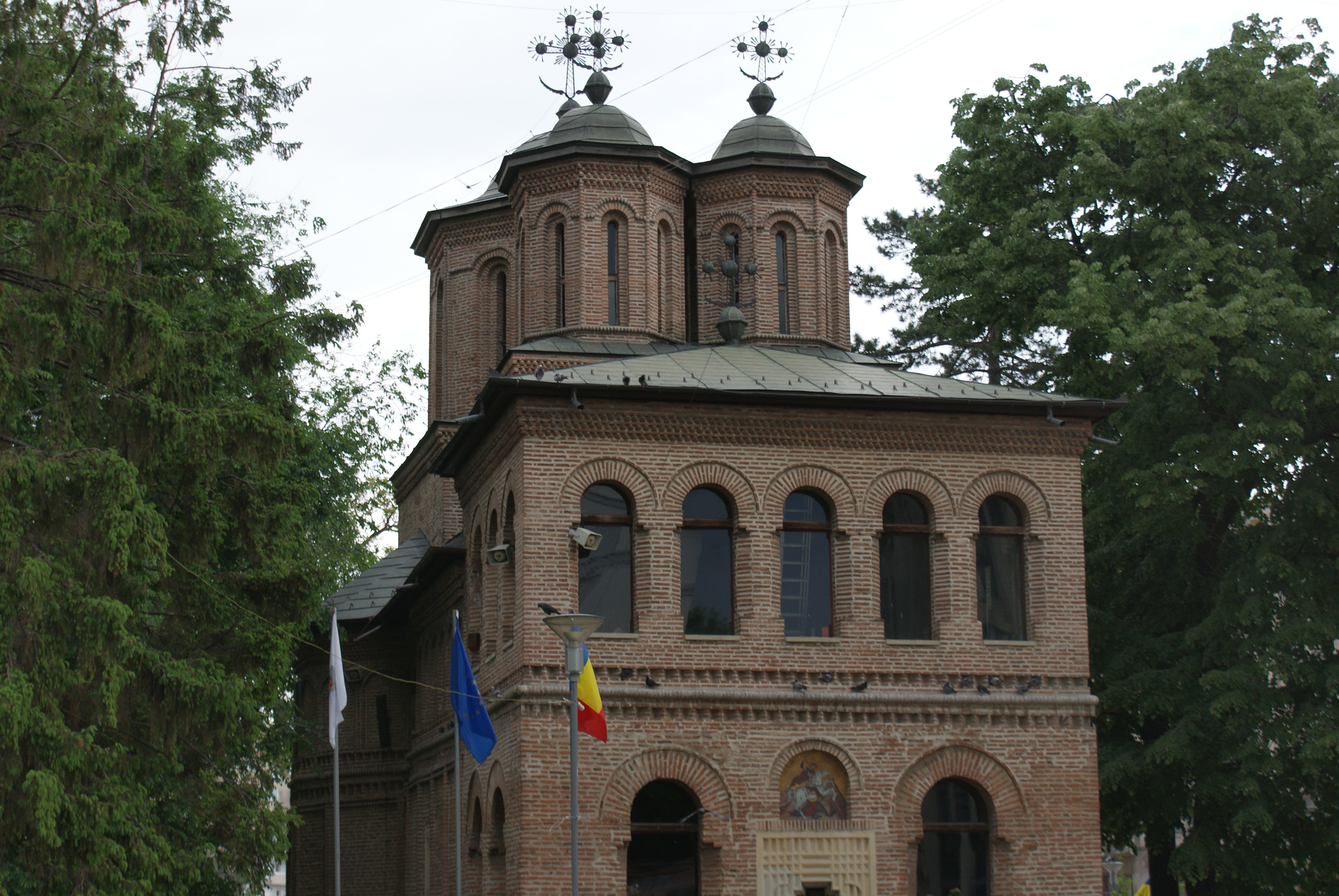
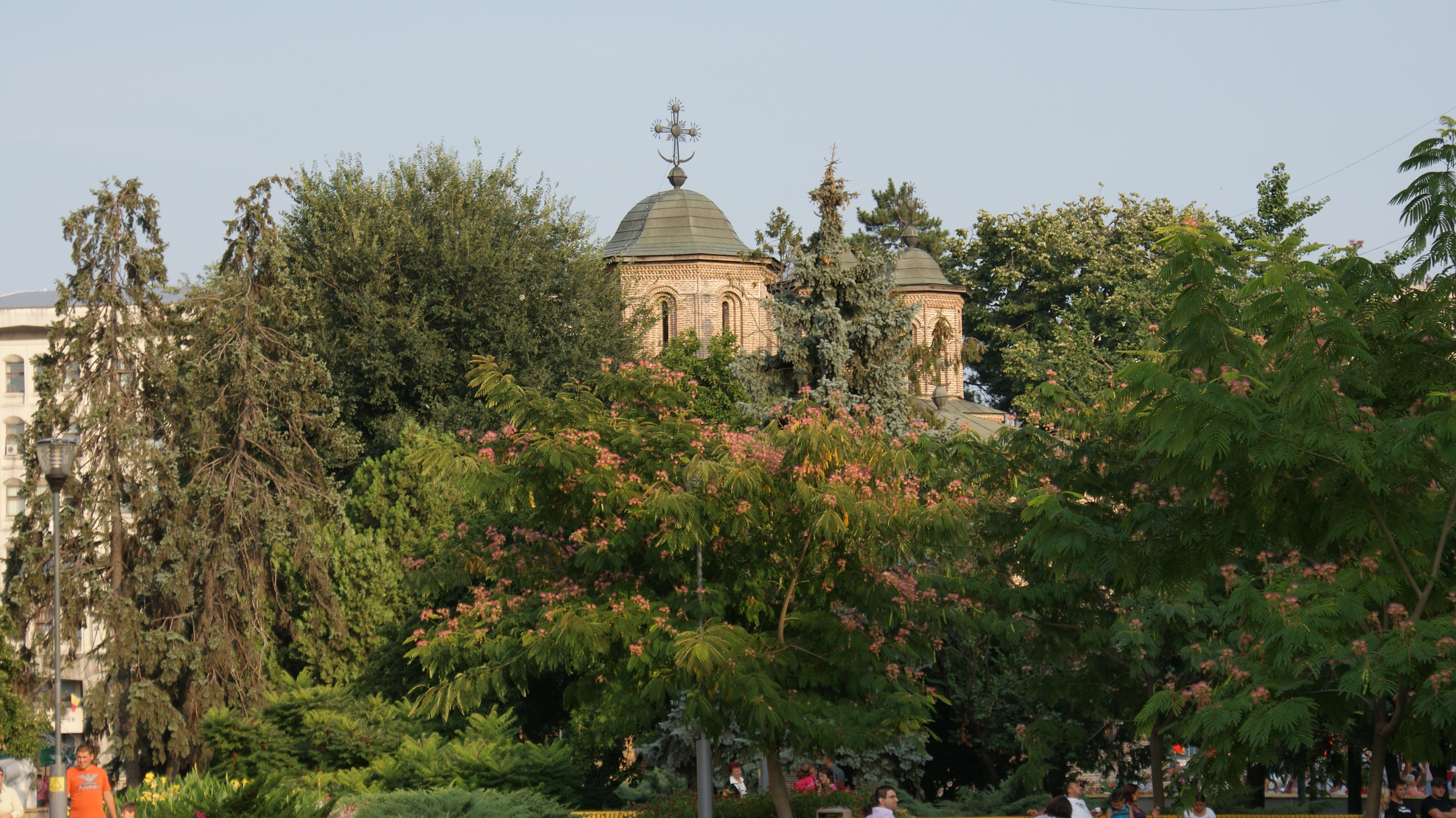
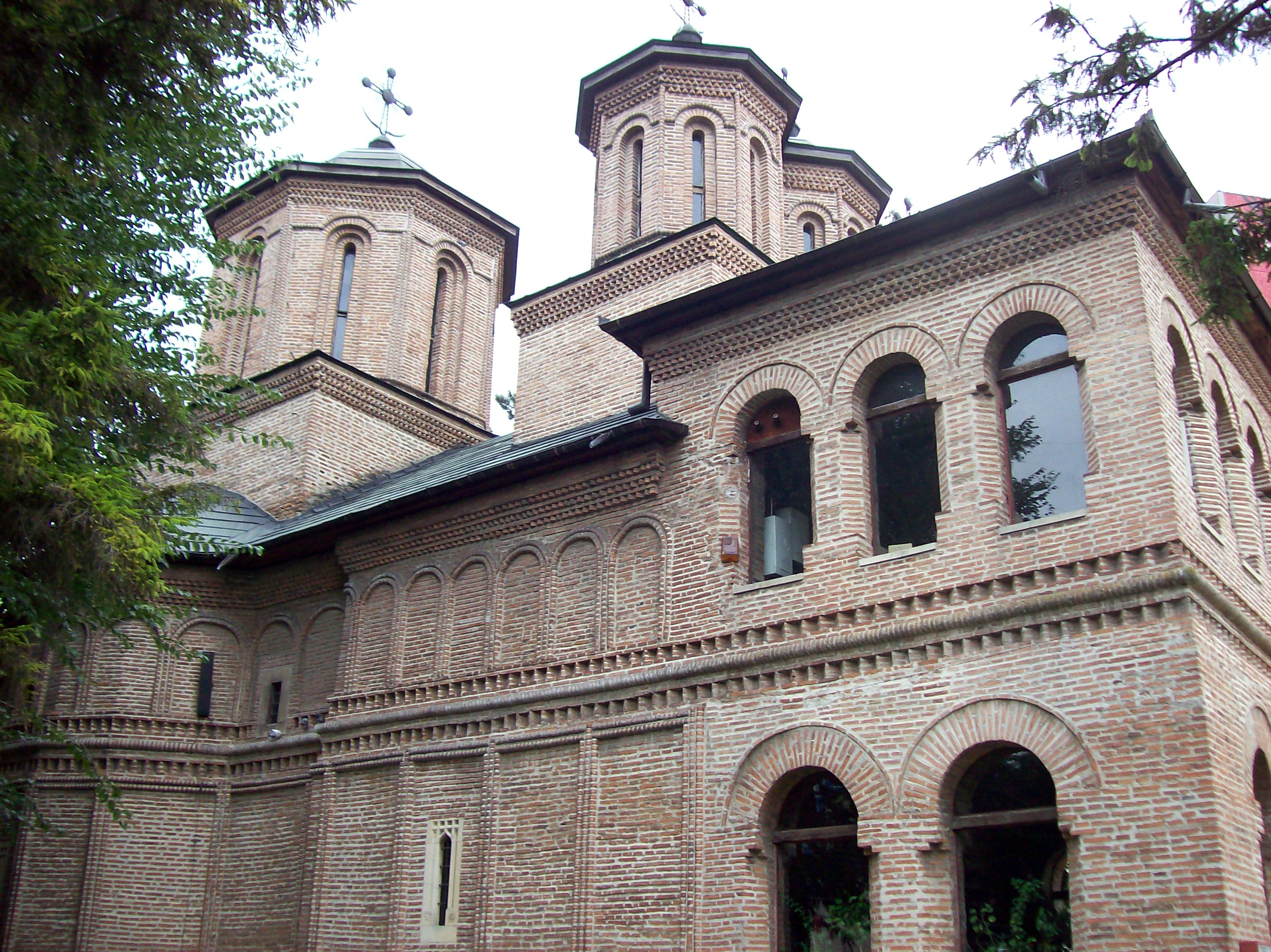
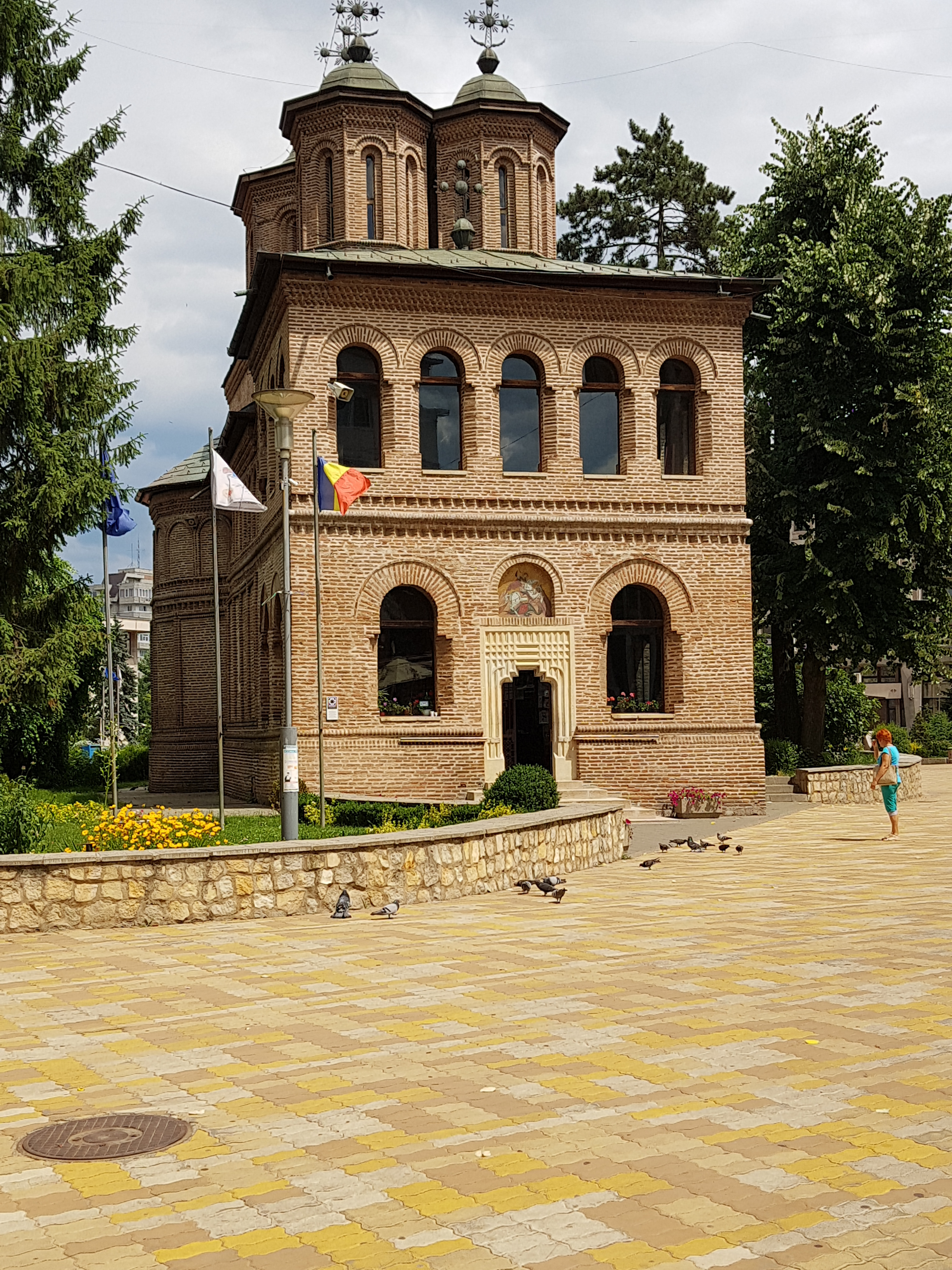